# Годо, Юрий
Юрий Годо (укр. Юрій Валерійович Лук'яненко; род. 18 марта 1974, Днепропетровск, Украинская ССР) — украинский оперный певец, тенор.
Учился у Владимира Тимохина, Евгении Мирошниченко, Пласидо Доминго, Монсеррат Кабалье, Хосе Семпере, Эдуардо Хименеса, Джакомо Аррагаля. Выпускник Национальной музыкальной академии Украины имени Петра Ильича Чайковского, а также школы Бельканто в Барселоне и высшей школы эстрадно-джазового вокала в Сантандере (Испания).
Выступал на сценах «Реал-Опера» (Мадрид), «Карнеги-холл» (Нью-Йорк), в театрах Парижа, Неаполя, Венеции, Мюнхена и на других престижных площадках мира.
Оперный репертуар: «La Traviata» (Alfredo), «Rigoletto» (Duca di Mantova), «Requiem» — D.Verdi; «Lucia di Lammermoor» (Edgardo) — G.Donizetti; «Madam Butterfly» (Pinkerton), «La Boheme» (Rodolfo), «Tosca» (Cavaradossi) — G.Puccini; «Cavalleria Rusticana» (Turridu) — P.Mascagni; мюзикл: «West Side Story» L.Bernstain (Tony), «School of Rock» (Dewey Finn) A.L.Webber.
Лучший тенор Испании сезона 2004/2005 по версии журнала «Оpera Actual».
Юрий Годо начинал свою карьеру как классический певец, но параллельно пел близкие ему по жанру рок и поп, что и привело к стилю Crossover. Выступал солистом в королевском театре. Его композиции дважды завоёвывали престижную музыкальную премию Billboard, а также был номинирован на премию Grammy.
Вместе с главным режиссёром Киевского оперного театра Виталием Пальчиковым, Юрий Годо создал музыкальные проекты «Бельканто по-украински», «Арсенал-Опера» и «My bohemian life».

## Биография
Юрий Годо родился в марте 1974 года в г. Днепропетровск, Днепропетровская область, Украина.
Детские и юношеские годы провел в Зеленодольске и Кривом Роге. Окончил музыкально-педагогический факультет Криворожского педагогического института. Играл за сборную команду КВН «Криворожская шпана».
Юрий неоднократно принимал участие в отборах на «Евровидение» и различных музыкальных проектах. Жена Александра Маслякова, театральный режиссёр Светлана Маслякова порекомендовала Юре пойти учится в Консерваторию.
В 1996 году он поступает в Музыкальную академию им. П. Чайковского на вокальный факультет.
С 1996—2000 года был вокалистом Ансамбля песни и пляски Вооруженных Сил Украины, солистом Национальной заслуженной академической капеллы Украины «Думка», а также солистом Киевского государственного театра оперетты.
Жена — Татьяна Лукьяненко, тележурналист. Закончила Институт кино и телевидения при Киевском национальном университете культуры и искусств.
Дети — Алексей и Дарья.

### На большой сцене
Во время учебы в музыкальной академии заключает контракт с международной оперной компанией «Concerlirica» (Испания). Находясь в Испании, Юрий учится в высшей школе вокала «Belcanto», Барселона и заканчивает школу эстрадно-джазового вокала им. Радо. Также у молодого певца среди учителей были большие мастера современности: маэстро Х. Семпере, Х. Аррагаль, Е. Хименес, Монтсеррат Кабалье, Пласидо Доминго. Юрий участвует в международных оперных фестивалях, где исполняет партии главных персонажей в операх: «La Traviata» (Alfredo), «Rigoletto» (Duca di Mantova), «Requiem» - Дж. Верди; «Lucia di Lammermoor» (Edgardo) - Г. Доницетти «Madam Butterfly» (Pinkerton), «La Boheme» (Rodolfo), «Tosca» (Cavaradossi) - Дж. Пуччини; «Cavalleria Rusticana» (Turridu) - P.Mascagni; в мюзикле «West Side Story» Л. Бернстайн (Тони).
В 2005 году заключил контракт с международной музыкальной компанией «Nastia Music». В том же году Юрий начинает работать над своим сольным эстрадным проектом, выходит первый сингл «Non É» и сразу попадает на первые позиции в мировых музыкальных чартах. Юрий был признан лучшим голосом классической музыки в Испании (2004—2005).
В 2006 году в Италии, вышел сингл «Ascolta il mare», — дистрибьютор Universal Music Italy. Этот сингл-дуэт был записан вместе с победительницей «Sanremo 2005», звездой итальянской эстрады Вероникой Вентаволи, который вошёл как в первый сольный альбом Юрия, «Il dono della vita», так и в альбом Вероники «L`Amore E`Semplice».
Сингл «NON É» был включен в альбом «Emozioni 2006 Vol.2» дистрибьютор Zyx Music (Германия). Этот альбом состоит из песен звезд итальянской эстрады с мировыми именами.
Немецкая дистрибьюторская компания от Universal Music на территории Германии, Италии, Швейцарии, Австрии, а также других стран Европы выпускает Maxi-CD с синглом «NON É», а в ноябре 2006 года выходит сольный эстрадный альбом — «Il dono della vita».
В июне 2007 года сингл «NON É» вошел в еще один сборный альбом «The Best of Italo Stars». Этот альбом включает в себя лучшие песни звезд итальянской эстрады.
Также сингл «NON É» вошел в сборник лучших хитов итальянской эстрады «Hits Made in Italy».
12 октября 2007 году сингл «Il dono della vita» был включен в сборный альбом «Emozioni 2007 Vol.2» — дистрибьютор Zyx/Mint Music (Германия). Этот альбом также состоит из песен звезд итальянской эстрады с мировыми именами. В этот же день сингл «NON É» был включен в сборный альбом «ITALIA DELUXE» — дистрибьютор TV DELUXE (Германия).
В 2009 Юрий записывает сингл-дуэт «Olvidamos bailamos» с всемирно известным композитором, гитаристом, солистом группы «Gypsi Kings» Марио Рейесом.
В 2010 году сингл «Olvidamos bailamos» по версии журнала «Billboard» вошел в число лучших песен мира.
В 2011 сингл «I love Leila», по версии журнала «Billboard» вошел в число лучших песен мира.
В 2012 году записывает сингл «Canto per te», посвященный Лучано Паваротти.
В 2013 Юрий записал саундтрек к художественному фильму «Лука» (Украина-Беларусь), который на сегодняшний день является обладателем и призером многих международных кинофестивалей и с успехом идет в кинопрокате многих стран.
В 2017 году Годо представил новый музыкальный проект — «Бельканто по украински».
В 2017 году Юрий представил своим поклонникам новое шоу «В поисках Годо».
В 2019 певец представил украинской публике театрализованное шоу «My bohemian life», посвященное 25-летию творческой деятельности маэстро.

### Творческая и общественная деятельность
Деятельность певца Юрия Годо направлена на развитие отраслей культуры и спорта Украины, именно в сфере распространения и воспитания духовности, культуры, в том числе занятиями спорта среди молодежи, ответственности, порядочности и других человеческих качеств.
Юрий Годо уже стал Голосом большинства спортивных Федераций Украины, в частности:
— Национальной Федерации кикбоксинга Украины «WAKO»,
— Федерации стронгмену Украины,
— Всеукраинской Федерации боя на коротком клинке,
— Федерации бокса Украины,
— Национальной Федерации Кёкусинкай каратэ Украины,
— Национальной Федерации Американского футбола Украины,
— Национальной Федерации футбола Украины,
— Федерации боевого самбо Украины,
— Национальной Федерации смешанных единоборств и многих других.
Юрий Годо достойно представляет наших спортсменов на чемпионатах мира и других международных соревнованиях.
В 2019 году по приглашению Спортивного Комитета Украины на Международных Всеукраинских играх по единоборствам «Ukrainian Combat Games» певец исполнял государственные гимны Украины и Польши.
Также певец ведет очень активную общественную деятельность, связанную с помощью и развитием детства и юношества Украины, с формированием государственных музыкальных архивов классики.

## Факты
Творческий псевдоним «Годо» (Godo) ему дали священики из Украины и Испании. Эта идея про псевдоним к ним пришла в голову практически одновременно. Юрий это воспринял, как знак. Godo — означает «тот, кого ждут».
Король Хуан Карлос II наградил его серебряным королевским кубком.
Юрий — дважды обладатель престижной международной музыкальной премии Billboard и номинант на премию Грэмми.
Юрий прослужил пять лет в Севастополе на флоте.
В молодости серьёзно занимался боксом, был чемпионом Украины среди юниоров. Дружит с Виталием Кличко и Василием Вирастюком.

## Награды
— Награда «Хрустальный голос КВН», 1996;
— Обладатель престижной международной музыкальной премии «Billboard»;
— Номинант на премию Грэмми;
— «Золотой голос» Испании;
— Специальный Орден «Золотой Мангуст» — за весомый вклад в развитие физической культуры и спорта;
— Премию «Золотой Мангуст» — за весомый вклад в развитие физической культуры и спорта;

— Орден Украинской Православной Церкви Святого великомученика Георгия Победоносца — за заслуги перед Украинской Православной Церковью;
— Орден по случаю 1025-летия крещения Руси;
— Нагрудный знак № 20 Вооруженных сил Украины — за волонтерскую помощь 24 отдельном штурмовом батальона «Айдар»;
— Знак почета ГУ МВД Украины в Одесской области;
— Грамоту Патриаршего Экзарха всея Беларуси — за труды во славу Святой Православной Церкви;
— Орден «Герой Казачества» за заслуги перед Родиной.